# George W. Davis
George W. Davis (* 17. April 1914 in Kokomo, Indiana; † 10. März 1998 in Los Angeles) war ein US-amerikanischer Artdirector.

## Leben
Davis wurde an der University of Southern California in Los Angeles ausgebildet und erhielt Mitte der 1940er Jahre eine Anstellung als Set Designer bei 20th Century Fox. 1947 arbeitete er an Joseph L. Mankiewicz’ Fantasyfilm Ein Gespenst auf Freiersfüßen erstmals als Artdirector. 1951 erhielt er seine erste Oscar-Nominierung für Alles über Eva. Er war an mehreren Monumentalfilmen der 1950er Jahre beteiligt und erhielt nach einer zweiten Oscarnominierung für David und Bathseba 1954 seinen ersten Oscar für Das Gewand. Nach seiner zweiten Oscarauszeichnung für Das Tagebuch der Anne Frank wechselte er zu Metro-Goldwyn-Mayer, als dort durch den Ruhestand von Cedric Gibbons dessen Position frei wurde.
Bei MGM arbeitete er nicht mehr ausschließlich an Spielfilmen, sondern auch an Fernsehserien. Unter anderem betreute er langjährig die Serien Twilight Zone, Dr. Kildare und Solo für O.N.C.E.L. Während seiner Tätigkeit dort erhielt Davis weiter elf weitere Oscarnominierungen, einen dritten Oscar erhielt er jedoch nicht mehr. Zu seinen wichtigsten Arbeiten für MGM zählen unter anderem Meuterei auf der Bounty, Cincinnati Kid, Point Blank und In den Schuhen des Fischers.

## Filmografie (Auswahl)
- 1947: Daisy Kenyon
- 1947: Ein Gespenst auf Freiersfüßen (The Ghost and Mrs. Muir)
- 1948: Deep Waters
- 1948: Ich heirate dich doch (That Wonderful Urge)
- 1949: Blutsfeindschaft (House of Strangers)
- 1949: Dancing in the Dark
- 1950: Alles über Eva (All About Eve)
- 1951: Zwei in der Falle (Rawhide)
- 1951: David und Bathseba (David and Bathsheba)
- 1953: Das Gewand (The Robe)
- 1954: Die Gladiatoren (Demetrius and the Gladiators)
- 1955: Das verflixte 7. Jahr (The Seven Year Itch)
- 1957: Ein süßer Fratz (Funny Face)
- 1959: Das Tagebuch der Anne Frank (The Diary of Anne Frank)
- 1959: Die Zeitmaschine (The Time Machine)
- 1960: Telefon Butterfield 8 (Butterfield 8)
- 1960: Cimarron
- 1961: Atlantis, der verlorene Kontinent (Atlantis, the Lost Continent)
- 1961: Geh nackt in die Welt (Go Naked in the World)
- 1962: Zeit der Anpassung (Period of Adjustment)
- 1962: Meuterei auf der Bounty (Mutiny on the Bounty)
- 1962: Das war der Wilde Westen (How the West Was Won)
- 1962: Sexy! (Boys' Night Out)
- 1962: Süßer Vogel Jugend (Sweet Bird of Youth)
- 1962: Spiel mit mir (Billy Rose’s Jumbo)
- 1963: Rufmord (Twilight of Honor)
- 1963: Getrennte Betten (The Wheeler Dealers)
- 1963: Sonntag in New York (Sunday in New York)
- 1964: Goldgräber-Molly (The Unsinkable Molly Brown)
- 1964: Nur für Offiziere (The Americanization of Emily)
- 1965: Cincinnati Kid
- 1965: Goldfalle (The Money Trap)
- 1965: Nebraska (The Rounders)
- 1966: Spion in Spitzenhöschen (The Glass Bottom Boat)
- 1966: Gesicht ohne Namen (Mister Buddwing)
- 1967: Heiße Colts in harten Fäusten (Return of the Gunfighter)
- 1967: Point Blank
- 1967: Die nackten Tatsachen (Don’t Make Waves)
- 1968: In den Schuhen des Fischers (The Shoes of the Fisherman)
- 1968: Eisstation Zebra (Ice Station Zebra)
- 1968: Als das Licht ausging (Where Were You When the Lights Went Out?)
- 1969: Die den Hals riskieren (The Gypsy Moths)
- 1970: Blutige Erdbeeren (The Strawberry Statement)
- 1970: Der "schärfste" aller Banditen (Dirty Dingus Magee)
- 1971: Missouri (Wild Rovers)

## Auszeichnungen
- 1951: Oscar-Nominierung für Alles über Eva
- 1952: Oscarnominierung für David und Bathseba
- 1954: Oscar für Das Gewand
- 1956: Oscarnominierung für Alle Herrlichkeit auf Erden
- 1958: Oscarnominierung für Ein süßer Fratz
- 1960: Oscar für Das Tagebuch der Anne Frank
- 1961: Oscarnominierung für Cimarron
- 1963: Oscarnominierungen für Zeit der Anpassung, Meuterei auf der Bounty und Die Wunderwelt der Gebrüder Grimm
- 1964: Oscarnominierungen für Rufmord und Das war der wilde Westen
- 1965: Oscarnominierungen für Nur für Offiziere und Goldgräber-Molly
- 1966: Oscarnominierung für Träumende Lippen
- 1967: Oscarnominierung für Gesicht ohne Namen
- 1969: Oscarnominierung für In den Schuhen des Fischers